# Rosaly Lopes
Rosaly M. C. Lopes, född 8 januari 1957 i Rio de Janeiro, är en astrogeolog, vulkanolog, författare av många vetenskapliga artiklar och böcker samt utbildningsförespråkare. Hennes huvudsakliga forskningsområden är planetariska och jordiska ytprocesser med särskild vikt inom vulkanologin.